# Хай-дайвинг на чемпионате мира по водным видам спорта 2025
Соревнования по хай-дайвингу на чемпионате мира по водным видам спорта 2025 прошли с 24 по 27 июля 2025 года в городе Сингапуре, в акватории острова Сентоса.

## Правила дайвинга
Соревнования и у мужчин, и у женщин были разделены на шесть раундов.

## Расписание
Соревнования прошли в двух дисциплинах: мужских и женских прыжках.
Дано местное (сингапурское) время.
| Дата         | Время         | Стадии             |
| ------------ | ------------- | ------------------ |
| 24 июля 2025 | 11:00         | Женщины 1-2 раунды |
| 24 июля 2025 | 14:00         | Мужчины 1-2 раунды |
| 25 июля 2025 | 11:00         | Женщины 3-4 раунды |
| 25 июля 2025 | 14:00         | Мужчины 3-4 раунды |
| 26 июля 2025 | 11:00 и 12:00 | Женщины 5-6 раунды |
| 27 июля 2025 | 11:00 и 12:00 | Мужчины 5-6 раунды |

## Медалисты
| Спортсмены        | Золото                   | Золото | Серебро               | Серебро | Бронза                      | Бронза |
| ----------------- | ------------------------ | ------ | --------------------- | ------- | --------------------------- | ------ |
| Мужчины подробнее | Джеймс Лихтенштейн США   | 428.90 | Карлос Химено Испания | 425.30  | Константин Поповичи Румыния | 408.70 |
| Женщины подробнее | Рианна Иффланд Австралия | 359.25 | Симона Литхед Канада  | 314.50  | Майя Келли США              | 310.00 |

## Медальный зачёт
*   Принимающая страна (Сингапур)
| Место          | Страна         | Золото | Серебро | Бронза | Всего |
| -------------- | -------------- | ------ | ------- | ------ | ----- |
| 1              | США            | 1      | 0       | 1      | 2     |
| 2              | Австралия      | 1      | 0       | 0      | 1     |
| 3              | Испания        | 0      | 1       | 0      | 1     |
| 3              | Канада         | 0      | 1       | 0      | 1     |
| 5              | Румыния        | 0      | 0       | 1      | 1     |
| Всего стран: 5 | Всего стран: 5 | 2      | 2       | 2      | 6     |